# محمد رمزي
محمد عثمان رمزي بك (17 أكتوبر 1871، المنصورة - فبراير 1945)، جغرافي ومؤرخ صاحب تصانيف علمية موسوعية وعضو المجلس الأعلى لحفظ الآثار العربية، وعضو لجنة تسمية شوارع القاهرة، وعضو لجنة التقسيم الإداري، وعضو مجلس حسبي مصر الاستئنافي.

## نشأته وتعليمه
ولد محمد رمزي في مدينة المنصورة يوم 17 أكتوبر عام 1871، الموافق ليوم 3 شعبان سنة 1282هـ. كان أبوه عثمان بك رمزى من رجال الخديوي إسماعيل الذين استفادوا من قرار سنة 1867 القاضي بإعطاء الأراضى البور لمن يستصلحها وربط العشور عليها بعد 15 سنة من تاريخ الإعطاء، وقد أعطى 300 فدان في أرض المقاطعة وكفر سعد بمركز السنبلاوين وأنشأ فيها عزبتين وقفهما فيما بعد. وجده مصطفى أغا كسكة من رجال المدفعية الأتراك الذين انتقاهم سليمان باشا الفرنساوي من الضباط الأتراك في تنظيمه الجيش المصري وتحديثه في عهد محمد علي باشا.
وفي سنة 1295 هـ/ 1878 م، أحضر له والده فقيهًا علمه القراءة والكتابة، ومكث في المكتب ثلاث سنوات في عزبة والده بالمقاطعة، ثم ألحقه والده بمدرسة القبة بضواحي القاهرة. وكان أكثر تلاميذ هذه المدرسة من أبناء الضباط الذين اشتركوا في الثورة العرابية، فتعطلت المدرسة وألغيت نهائيًا بعد صيف سنة 1882 م، ثم ألحقه والده بمدرسة المنصورة الابتدائية، ثم التحق بالمدرسة التجهيزية بدرب الجمامزة سنة 1886 م (وهي المدرسة الخديوية فيما بعد). بعدئذ، التحق بمدرسة الحقوق الخديوية، وبقي بها إلى السنة الثانية، وانقطع ولم يكمل دراسته بها.

## الوظائف
التحق محمد رمزي بوزارة المالية بوظيفة كتابية صغيرة بإدارة الخزينة، ثم نقل إلى وزارة الداخلية بوظيفة معاون إدارة سنة 1893 م بمديرية الدقهلية، وظل يتنقل بين أسوان وأسيوط وميت غمر ومنيا القمح.
وبسبب الشروع في ربط الضرائب على الأطيان المبيعة من الحكومة للأهالي، فقد طلبه المستر مكلوب مفتش المالية للقيام بمعاينة الأطيان وتقدير الضرائب عليها بمركز فاقوس. ومن هنا، عاد إلى وزارة المالية مرة أخرى، وعمل في لجان ربط الضرائب عام 1905 م، ورُقّي إلى وكيل مفتش مالية بمراقبة الأموال المقررة، ثم أشرف على توزيع أطيان الدائرة السنية بعد تصفيتها في أرمنت، ثم ندب للتفتيش على أعمال الضرائب في مديريات جرجا وأسيوط والمنيا وبنى سويف. وفي سنة 1921 م، أنعم عليه برتبة البكوية، وأحيل إلى المعاش عام 1931 م.
كان رمزي بحكم خبرته العملية ودرايته العلمية واطلاعه الواسع عضوًا في المجلس الأعلى لحفظ الآثار العربية، وعضوًا في لجنة تسمية شوارع القاهرة، وعضوًا في لجنة التقسيم الإداري، وعضوًا بمجلس حسبي مصر الاستئنافي.

## ثقافته التاريخية
كان رمزي ذو ثقافة تاريخية واسعة، وكان لديه حس خاص بالمكان، أي كان جغرافيًا تاريخيًا، وإن لم يتبوأ مركزًا أكاديميًا معينًا، وكان يسمى وظيفته «الوظيفة الصامتة»، فكان يحمل في حقيبته خطط المقريزي وخطط علي باشا مبارك، يسترشد بهما في تنقلاته في الريف لتحقيق تاريخ البلاد المصرية وأسماء مواقعها، وبذلك جمع بين الدراسة والبحث والتحقيق العلمي وبين الدراسة الحقلية، وبذلك أكسب دراساته مصداقية نادرة.
كما أوغل في مؤلفات إميلينو (جغرافية مصر في العصر القبطي، باريس 1893) وهنرى جويتييه (قاموس الأسماء الجغرافية في النصوص الهيروغليفية، القاهرة 1925) وأبو صالح الأرمنى (الكنائس والأديرة المصرية، أكسفورد 1895)، وقادته أبحاثه إلى استقصاء أسماء المحلات العمرانية في وظائفها المختلفة وما كتب عنها باللغة المصرية القديمة أو السريانية أو القبطية أو الإغريقية أو اللاتينية، وقادته أيضًا إلى دراسة التاريخ المصري القديم. غير أنه كان أكثر اهتمامًا بالتاريخ العربي الإسلامي، فقرأ ما كتبه الرحالة المسلمون، وما سجلته كتب الجغرافيين المسلمين مثل المقدسي وابن رسته من علماء القرن الرابع الهجري، والمسالك والممالك لابن حوقل، والمسالك والممالك لابن خرداذبه، والمسالك والممالك لابن مصعب البكري، واهتم بصفة خاصة بقوانين الدواوين لابن مماتي ومعجم البلدان لياقوت الحموي، وقرأ بعناية النجوم الزاهرة لابن تغري بردي وبدائع الزهور لابن إياس الحنفي وتاج العروس للمرتضى الزبيدي.
وقد ظل محمد رمزي في وظيفته بوزارة المالية ما يقرب من ثلاثين عامًا، فتغلغل في القرى والنواحي مُنقّبًا محققًا لما قرأ في تلك الكتب حتى عرف أصولها أو كاد، وصار الحجة الكبرى بين الاخصائيين في هذا الشأن، وعكف بعد بلوغه الستين على إظهار تلك التحقيقات في شكل كتب واستدراكات، وكان يحقق الأسماء الجغرافية على الخرائط ويزيد على جزازاته التاريخية الجغرافية القديمة كل جديد حتى بلغت نحو عشرة آلاف جزازة، داوم على مراجعتها، والتعديل فيها حتى صدر كتابه الموسوعي «القاموس الجغرافى للبلاد المصرية من عهد قدماء المصريين إلى سنة 1945».
وعرفته دار الكتب ومصلحة المساحة ولجنة حفظ الآثار العربية ومصلحة التنظيم ولجنة تسمية الشوارع والمجلس الحسبى العالى ولجنة التقسيم الإدارى بوزارة الداخلية، فأرسلت إليه كلها تستمد معلوماته في تاريخ البلاد المصرية، ولم يكن يضن عليها جميعًا بعلمه وخبراته.

## مؤلفاته
عكف رمزي بعد إحالته إلى المعاش على كتابة التحقيقات الجغرافية لكتب تاريخ مصر في العصر المملوكي، مثل النجوم الزاهرة، ونقل كتاب تحفة الإرشاد من مكتبة الأزهر، بعد أن تبين له أنه يحتوى على أسماء البلاد المصرية التي وردت في الروك الحسامي الذي عمل سنة 697هـ، وتتبع هذا الكتاب عام 1933 م حتى وجد نسخة مخطوطة له في المعهد العلمي بدمياط.
وفي عام 1933 أيضًا، فكر في إعادة طبع التحفة السنية لابن الجيعان، وذلك لتصبح النسخة المطبوعة في مصر سنة 1898 م لحساب دار الكتب المصرية، مع التعليق على أسماء القرى والمدن وما طرأ عليها من تحريف ولإظهار القرى الباقية والقرى المندرسة منها. ويحتل كتاب التحفة السنية لابن الجيعان مكانًا خاصًا في مكتبة محمد رمزي الجغرافية التاريخية، فهو يقول عنه: «وقد اتخذت كتاب ابن الجيعان أساسًا لأبحاثى، ووثيقة رسمية بين ما ظهر قبله من الكتب التي من نوعه في السنين السابقة على سنة 883هـ التى توافق سنة 1477، وبين ما ظهر منها بعد هذا التاريخ، وبذلك أمكننى أن أعرف البلاد التى درست من الروك الحسامي، والبلاد التى استجدت في الروك الناصري، ثم ما عرفته فيما بعد من دار المحفوظات بالقلعة والحجج بوزارة الأوقاف والمحاكم الشرعية، مما استجد وما اندثر من القرى المصرية في عهد كتاب التحفة إلى اليوم.»
ظل رمزي يكتب التعليقات الأثرية والجغرافية لكتاب النجوم الزاهرة، الذي كانت تنشره دار الكتب المصرية من الجزء الرابع حتى الجزء التاسع، أي من سنة 1933 إلى سنة 1945، وقد ظلت دار الكتب تنشر تعليقاته التي خلفها على هذا الكتاب إلى آخر الجزء الحادي عشر أي إلى سنة 1951 م. وقد نشر المعهد الفرنسى للآثار الشرقية بالقاهرة استدراكه على كتاب جغرافية مصر في عهد القبطي للمسيو إميلينو في الجزء الثالث من كتاب ماسبيرو، وذلك من ص 274 إلى ص 321. وفي عام 1941 م، وضع رمزي «الدليل الجغرافي» لأسماء المدن والنواحى المصرية المعتبرة وحدة عقارية لحصر الأراضي وتحصيل الأموال المقررة، وقدمه لمصلحة المساحة فطبعته على نفقتها، ويستفاد من الصفحة ومن مقدمة الكتاب أنه من وضعه.
كان رمزي على اتصال بالعلماء ورجال الآثار المهتمين بتاريخ مصر وآثارها، فتعرف على عزيز سوريال الذي أطلعه على نسخ مخطوطة مصورة فوتوغرافيًا في مكتبات أوروبا من كتاب ابن مماتى فوجد في الباب الثالث من هذا الكتاب ضالته المنشودة، وهي أسماء جميع النواحى المصرية التي كانت وحدة مالية في ذلك الوقت وراجع هذه النسخ التي كتبت قبل قرون من كتابه – قوانين ابن مماتى، ووجد أن جميع أسماء القرى قد وردت في كتاب تحفة الإرشاد إلا القليل مما سقط سهوًا وعددها 56 ناحية. ولم يشغله هذا البحث المستمر في أسماء القرى والنواحي في أنحاء مصر المختلفة عن القيام بنبذة عن الوصف الطبوغرافي بالعباسية، أو تلك التي تتوسطها المدرسة الإبراهيمية الثانوية، ومدرسة بنبا قادن الثانوية، أو تاريخ شبرا وروض الفرج وتحولات مجرى النيل في منطقة القاهرة، ومكان فم الخليج المصري عند فتح العرب لمصر، أي دراسة ميكروطوبغرافية لبعض المواضع.
وقد سبق له أن نشر عام 1925 مذكرة ببعض الأخطاء التي وقعت فيها مصلحة التنظيم في تسمية الشوارع والطرق بمدينة القاهرة وضواحيها قدمها لوزير الأشغال حينئذ. وله أبحاث عديدة لم تنشر عن التقسيم الإداري لمصر في عهد الفراعنة إلى اليوم، وتاريخ مساجد القاهرة، وشرح الخطط المقريزية والتعليق عليها والتعليق على أطلس مصر لعمر طوسون، واستدراكات على ما كتبه جونييه وجون بول واميلينو وقيت.
توفي محمد رمزي في فبراير سنة 1945.